# Tatort: National feminin
National feminin ist ein Fernsehfilm aus der Krimireihe Tatort. Der vom Norddeutschen Rundfunk produzierte Beitrag ist die 1130. Tatort-Folge und wurde am 26. April 2020 im Programm Das Erste gesendet. Kriminalhauptkommissarin Charlotte Lindholm ermittelt in ihrem 28. Fall. In diesem geht es um die Ermordung einer rechtsextremen Bloggerin in Göttingen. Die im Film gezeigte politische Gruppierung, in deren Umfeld die Ermittlungen stattfinden, ist dabei an die neurechte Identitäre Bewegung angelehnt.

## Handlung
Die Jurastudentin Marie Jäger wird im Göttinger Stadtwald mit aufgeschnittener Kehle aufgefunden. Sie hatte in ihrem erfolgreichen Blog „National feminin“ den modernen Feminismus hinterfragt und die „Aufgabe der deutschen Frau“ mit rechtsradikalem Gedankengut vermischt. Am Tatort macht sich ein junger Mann auf einem Fahrrad verdächtig. Bei der Polizei hatte Marie vor kurzem angezeigt, dass sie seit einiger Zeit von einem Stalker mit schwarzen Haaren verfolgt werde.
Marie Jäger wohnte in einer Wohngemeinschaft der „Jungen Bewegung“ mit den Rechtsextremen Felix Raue, Pauline Gebhardt und Sven Ulbrich. Diese gehen davon aus, dass ihre Freundin Opfer von Einwanderern geworden ist und äußern offen ihren Missmut über die afrodeutsche Ermittlerin Schmitz.
Lindholm und Schmitz ermitteln, dass Marie Jäger studentische Hilfskraft der wegen ihrer konservativen Ansichten umstrittenen Jura-Professorin Sophie Behrens war. Am Tag vor dem Mord hatte Marie Jäger die Professorin bei einer Podiumsdiskussion mit Professor Noll vor einem Farbbeutel-Attentat beschützt. Behrens steht kurz vor dem Aufstieg zur Richterin des Bundesverfassungsgerichts. Am Abend feiert sie diesen Erfolg mit ihrer Frau, dem Generalstaatsanwalt und dessen Frau. Behrens hatte Marie später mehrmals angerufen. In einer Befragung durch Lindholm streitet Prof. Behrens am nächsten Tag ab, Marie Jäger auch privat zu kennen.
Schmitz befragt unterdessen Professor Noll. Dieser geht davon aus, dass der Farbbeutel-Attentäter es gar nicht auf Behrens abgesehen hatte, sondern dass er das Opfer werden sollte. Er kenne den jungen Mann, denn es handele sich um seinen Sohn Jonas Merck, der zu ihm ein recht angespanntes Verhältnis habe. Als Schmitz und der Polizist Kunkel Jonas Merck festnehmen wollen, flieht dieser in eine Tiefgarage, wird dort von Kunkel angefahren und erliegt später im Krankenhaus seinen Verletzungen.
Den Mitgliedern der „Jungen Bewegung“ gehen die Ermittlungen der Polizei zu langsam und so stören sie bei einer Pressekonferenz der Polizei mit einer provokanten Aktion. Als Lindholm und Schmitz Felix Raue als einen der Drahtzieher festnehmen wollen, wird dieser plötzlich von einem jungen schwarzhaarigen Mann, bei dem es sich um den Hamburger Studenten Tom Rebeck handelt, mit dem Marie ein neues Leben beginnen und das Land verlassen wollte, mit einem Messer angegriffen. Aufgrund dieses Fehlschlags der Polizei entzieht der Generalstaatsanwalt Lindholm und Schmitz den Fall und übergibt ihn ans LKA. Die festgenommenen Rechtsextremisten lässt er „im Rahmen einer Deeskalationsstrategie“ frei.
Unter Missachtung der Dienstanweisung sucht Lindholm in der Nacht Behrens zuhause auf. Diese gibt zu, sich in Marie Jäger verliebt zu haben. Marie habe aber mit ihr Schluss gemacht und sich nach einem letzten Treffen am Bahnhof mit jemandem verabredet.
Der Polizei gelingt es, Maries Chat-Kommunikation auf ihrem Handy zu entschlüsseln. Aus dem Chat-Verlauf ergibt sich, dass Felix, zu dem Marie früher eine Beziehung hatte, nicht verwinden konnte, dass Marie eine Beziehung ausgerechnet zu einem linken Hamburger Studenten leben wollte. Der „Schwarzhaarige“, den Marie wegen Stalking angezeigt hatte, war Felix. Dieser sah in ihrer Beziehung zu Tom auch einen Verrat an ihrer politischen Arbeit. Er lockte sie in der Nacht in den Wald, wo er sie dann ermordete.

## Hintergrund
Der Film wurde vom 23. September 2019 bis zum 24. Oktober 2019 in Göttingen und Hamburg gedreht.
Die im Film dargestellte „Junge Bewegung“ ist an die real existierende Identitäre Bewegung angelehnt. Die Figur Felix Raue – der am Ende als Mörder überführt wird – besitzt dabei optisch eine sichtliche Ähnlichkeit mit Martin Sellner, einer zentralen Figur der Identitären in Österreich. Von Seiten der Neuen Rechten, insbesondere den Identitären, wurde der Folge daher in den sozialen Netzwerken der Vorwurf gemacht, staatliche Propaganda und linksextrem zu sein. Allerdings gab es auch von vielen Linken Kritik, denn diese fanden, dass im Film gefallene Aussagen nicht weiter kommentiert würden und somit die Tatort-Folge ungewollt noch Werbung für die Identitären machte.

## Rezeption

### Kritiken
„Dieser ‚Tatort‘ aus Göttingen – der mit seinen Subplots über das Privatleben der Kommissarinnen an die Science-Fiction-Rüstungs-Episode vor vier Wochen anschließt –, vermeidet über weite Strecken rechte Fratzenbilder. […] Co-Drehbuchautor Florian Oeller hat zuvor das ARD-Dokudrama „Die Getriebenen“ zur Flüchtlingskrise geschrieben und davor einen aufwühlenden Rostocker ‚Polizeiruf‘ über Rechtspopulisten und rechte Kommunen in Mecklenburg-Vorpommern. An die Intensität des ‚Polizeirufs‘ reicht der Tatort […] nicht ganz heran. Einige Figuren bleiben konstruiert, die Ermittlerinnen agieren zuweilen zahnlos.“

„Und doch ist dieser Tatort nur eine weitere, unausgefüllte Schablone aus der Kategorie ‚wichtiges Thema pflichtschuldig aufgegriffen‘: Florian Oeller, Daniela Baumgärtl (Buch) und Franziska Buch (Regie) arbeiten lieber mit dem Hammer als mit der Feile. Die Rhetorik der Rechten, der Anaïs Schmitz (Florence Kasumba) in den Vernehmungen der Mitglieder der ‚Jungen Bewegung‘ ausgesetzt ist, ist realistisch genug; an rassistischen Parolen muss man nichts überdramatisieren, das haben alle begriffen. Nur fühlt man sich am Ende des Films merkwürdig unkreativ torpediert, so, als bestehe der Sinn, auf Rechtsextremismus aufmerksam zu machen, in dessen bloßer Kopie im Fiktionalen.“

### Einschaltquoten
Die Erstausstrahlung von National feminin am 26. April 2020 wurde in Deutschland von 9,50 Millionen Zuschauern gesehen und erreichte einen Marktanteil von 26,7 % für Das Erste.